# Ken Zazpi
Ken Zazpi ist eine 1996 gegründete baskische Pop-Rock-Gruppe aus Gernika (Bizkaia). Gegründet wurde sie von Jon Mikel Arronategi, dem Bassisten der Gruppe Exkixu und Eñaut Elorrieta, dem Sänger der Gruppe Lugarri.

## Entstehung
Ken Zazpi wurde im Herbst 1996 in der baskischen Stadt Gernika von Jon Mikel Arronategi und Eñaut Elorrieta gegründet. Beide waren zu dem Zeitpunkt Mitglieder anderer lokalen Gruppen, Exkixu und Lugarri. Die Gruppe gab sich erstmals auf der Compilation Aurtengo Gorakada 1 der Plattenfirma GOR Discos zu erkennen, auf welcher sie das Lied Bi eta bat veröffentlichten. Trotz ihrer ersten Schritte im Musikgeschäft gewann das Projekt Ken Zazpi erst im Jahr 2000 an Ernsthaftigkeit, als sich der Gruppe der Bassist Igor Artzanegi, der Gitarrist Beñat Serna, der Keyboardspieler  Iñaki Zabaleta und der Schlagzeuger Jon Fresko anschlossen. Mit den neuen Mitgliedern wurde in der Gemeinde Muxika (Bizkaia) in Zusammenarbeit mit Jose Alberto Batizen von der Gruppe Akelarre aus Bilbao ein Demo aufgenommen.
Das Debütalbum wurde im Jahr 2001 unter dem Namen Atzo da bihar („Gestern ist morgen“) vom Plattenlabel Gor diskak veröffentlicht. Das Album hatte einen durchschlagenden Erfolg, es wurden mehr als 20.000 Exemplare verkauft. Dadurch wurde Ken Zazi im ganzen Baskenland bekannt. Das Lied Zenbat min („viel Schaden“) hat der Gruppe zusammen mit der Version des berühmten Liedes Ezer ez da betiko („Nichts ist für immer“) viele Türen geöffnet.
Mit ihrem 2005 veröffentlichten Akustik-Album Gelditu Denbora (deutsch: „Halte die Zeit an“) schafften sie es, im Baskenland, Navarra und sogar in Katalonien ihre ersten Konzerte zu geben.

## Diskografie
- 2001: Atzo da bihar (Gestern ist morgen)
- 2003: Bidean (Auf dem Weg)
- 2005: Gelditu denbora (Halte die Zeit an)
- 2007: Argiak (Lichter)
- 2009: Zazpi urte zuzenean (Sieben Jahre live)
- 2010: Ortzemugak begietan (Der Horizont im Blick)
- 2013: Ken Zazpi & Euskadiko Orkestra Sinfonikoa (ein mit dem Baskischen Nationalorchester aufgenommenes Album)